# Świdwie (gemeente Sępólno Krajeńskie)
Świdwie is een plaats in het Poolse district  Sępoleński, woiwodschap Koejavië-Pommeren. De plaats maakt deel uit van de gemeente Sępólno Krajeńskie en telt 160 inwoners.